# Retombées
Pour les articles homonymes, voir Aftermath.
Retombées est le deuxième épisode de la saison 2, et le 22e épisode de la série télévisée Stargate Universe.

## Résumé
Alors que la situation de Destinée est toujours précaire, le docteur Rush fait une découverte qui va modifier sa position à bord du Destinée. Rush est dans son lit et rêve de la torture qu'il a subie sur le vaisseau transporteur Goa'uld par l'Alliance Luxienne. Il se réveille d'un seul coup et se rend à la salle de l'interface ou le docteur Park lui signale que l'un des écrans ne fonctionne plus. Rush lui fait le reproche de ne pas l'avoir averti et répare l'interface. Il se retire et se rend dans une salle de contrôle dissimulée. On le voit ensuite "discuter" avec sa femme Gloria sur le fait qu'il ait réussi à trouver le code maître et n'a pas l'intention de le dire au reste de l'équipage.
Cependant, les ressources du vaisseau sont au plus faible d'autant plus que les vivres doivent être partagées avec les membres de l'alliance luxienne qui sont retenus prisonniers. A ce sujet, le colonel Young souhaite limiter les risques en déposant les prisonniers sur la première planète viable qui sera à portée. Camille Wray n'est pas du même avis, elle pense que les prisonniers sont un atout et qu'ils peuvent leur apporter des informations utiles, alors même que l'alliance est en train de devenir une menace sérieuse au sein de la Voie lactée.
Dans la salle de contrôle, Rush identifie une planète à portée et parvient à stopper le vaisseau. Seulement la porte des étoiles de la planète est inactive. Une expédition part en vaisseau pour rejoindre la planète, qui n'est qu'à une heure de vol. Pendant ce temps, Rush retourne dans la salle de contrôle pour surveiller la progression du vaisseau. Gloria et le docteur Franklin l'interrogent sur la pertinence de cette mission et sur les risques encourus par l'équipage. Effectivement, Rush se rend compte que la planète présente une activité volcanique instable et de forts courants atmosphériques. Il en informe l'équipage par radio.
La traversée de l'atmosphère est très mouvementée et les moteurs de la navette finissent par tomber en panne. La navette devient incontrôlable et il devient évident qu'elle va s'écraser sur la planète. Après avoir heurté le flanc d'une montagne et plusieurs arbre, la navette survolle une zone rocailleuse où elle finit par s'écraser, terminant sa course dans une paroi rocheuse. Les membres de l'expédition subissent le choc de plein fouet. Il n'y a pas de blessé à l'exception du sergent Riley qui se retrouve avec les jambes coincées sous des débris.
Le Destinée est informé de la situation mais ne peut intervenir dans l'immédiat, la porte des étoiles étant toujours inactive. Alors certains membres de l'expédition partent à la recherche de la porte. Sur le Destinée, un début d'émeute a lieu emportée par les membres les plus virulents de l'alliance luxienne. Young intervient et, emporté par son élan, maîtrise un des membres de l'alliance et l'étrangle. Le calme revient. Le vaisseau finit par repartir en VSL alors que ceux qui se trouvent sur la planète n'ont toujours pas trouvé la porte.
Riley est toujours bloqué malgré les tentatives pour l'extraire des débris de la navette. TJ pense que c'est peut-être une chance car la pression exercée par les débris diminue l'hémorragie. Riley devine qu'il risque de rester coincer et se confier à TJ à propos de ses parents et de ce qu'ils penseraient de lui s'ils avaient connaissance de sa situation. En retour, TJ lui révèle ce qu'elle a cru vivre sur la planète créée par les aliens et espère que ses compagnons qui vivent sur cette planète ont effectivement recueillis son enfant. Pendant ce temps la porte est découverte mais elle est entièrement ensevelie sous un amas de rochers. L'équipe n'a d'autre choix que d'essayer de la déterrer.
Sur le Destinée, Telford collabore avec Wray afin d'identifier les membres de l'alliance qui seraient les plus susceptibles de leur fournir des informations. Rush cherche quant à lui un moyen d'arrêter à nouveau le vaisseau afin de rester à portée de la planète, mais sans montrer aux autres qu'il a trouvé un moyen de commander le vaisseau et sans faire prendre de risques aux moteurs qui doivent fonctionner pendant une durée minimum entre chaque arrêt.
Le Destinée s'arrête finalement après 3h en VSL. Rush tente d'expliquer la faible durée des sauts comme étant un effet de la proximité qu'ils ont eu avec le pulsar, qui aurait détraqué les systèmes. Pendant ce temps, l'équipe sur la planète a réussi à dégager la porte et détecté la présence du Destinée. Ils réussissent à ouvrir un vortex et rentrent sur le vaisseau. Young se rend sur la planète pour évaluer la situation. Il prend un moment pour rester seul avec Riley. Celui-ci est presque désolé d'être devenu un poids pour l'équipe et supplie le colonel de mettre fin à sa vie afin d'en finir et pour ne plus souffrir. A contrecœur, Young étouffe Riley pendant qu'ils se regardent dans les yeux. Il ressort de la navette en disant que c'est fini.
Sur le vaisseau, un toast est porté en l'honneur de Riley. Young lui est dans ses quartiers, il pleure. Alors que le vaisseau est arrêté, Rush invite l'équipage à se rendre au poste d'observation. Là, il leur apprend que le vaisseau se dirige vers un objet qui sera très bientôt visible devant eux. L'épisode s'achève avec une vue d'ensemble du vaisseau, sans que le mystérieux objet ne se révèle...

## Distribution
- Robert Carlyle : Dr. Nicholas Rush
- Ming-Na : Camile Wray
- Robert Knepper : Simeon
- Lou Diamond Phillips : David Telford
- Julia Anderson : Vanessa James
- Julie McNiven : Ginn
- Alaina Huffman : Tamara Johansen
- David Blue : Eli Wallace
- Justin Louis : Everett Young
- Brian J. Smith : Matthew Scott
- Jennifer Spence : Lisa Park
- Jamil Walker Smith : Ronald Greer
- Mike Dopud : Varro
- Patrick Gilmore : Dale Volker
- Haig Sutherland : Hunter Riley
- Peter Kelamis (en) : Adam Brody
- Elfina Luk : Marine